# Propithecus diadema
Os Sifakas diademados (Propithecus diadema) são uma espécie Em Perigo segundo a IUCN, um dos lêmures endêmicos nas florestas tropicais de Madagascar. Esta espécie é uma das maiores existentes de lêmures, pois pode chegar até 105 cm de tamanho, e até 55 cm de cauda. Russell Mittermeier, um dos primatologistas existentes, descreve o sifaka diademado como "um dos mais belos e coloridos lêmures existentes", tendo um belo e lanoso pelo. Como todos prossímios esses primatas desenvolveram há 55 milhões de anos atrás (Madagascar separou do continente Africano há 90 milhões de anos.). P. diadema tem o nome de Diademado, por em sua cabeça haver um arranjo de pelos que parecem com a diadema, acessório usado no cabelo.